# Georges Vallet
Georges Vallet (* 4. März 1922 in Pierreclos, Département Saône-et-Loire; † 29. März 1994 in Saint-Symphorien-d’Ancelles, Département Saône-et-Loire) war ein französischer Klassischer Archäologe.

## Werdegang
Georges Vallet studierte von 1943 bis 1946 an der École normale supérieure in Paris. Nach der Agrégation 1948 war er kurzzeitig als Gymnasiallehrer in Aix-les-Bains tätig. Von 1948 bis 1950 war er Mitglied der École française de Rome. Seit 1950 lehrte er an der Universität Clermont-Ferrand, seit 1956 als Professor. Seit 1967 war er Professor an der Universität Paris-Nanterre. Dazu bekleidete er Funktionen an den französischen Auslandsinstitutionen in Italien: Von 1962 bis 1967 als Direktor des Institut français in Neapel, wo er 1966 das Centre Jean Bérard gründete, 1968 bis 1970 als Kulturattaché an der französischen Botschaft in Rom, von 1970 bis 1983 als Direktor der École française de Rome. Seit 1983 war er Directeur de recherche am CNRS. 1989 wurde er Mitglied der Académie des Inscriptions et Belles-Lettres.
Mit François Villard begann er 1949 die Ausgrabungen der griechischen Kolonie Megara Hyblaia auf Sizilien und begann dort seine Studien zu Gebrauch, Verbreitung von und Handel mit griechischer Keramik, dadurch wurde er zum Fachmann für die westgriechische Kolonisation. In Magara Hyblaia beschäftigte er sich dann insbesondere mit der Entwicklungsgeschichte der antiken Stadt.